# Kościół Matki Bożej Jasnogórskiej w Szczecinie
Kościół Matki Bożej Jasnogórskiej w Szczecinie – kościół parafii rzymskokatolickiej w Szczecinie Pomorzanach.

## Historia
W latach 1863–1865 James Hobrecht zrealizował projekt inż. Bernharda z Dirschen z 1861 roku, budując na Wzgórzu Hetmańskim (niem. Kosacken Berg) wieżę ciśnień dla wodociągów miejskich. Zbudowana w stylu arkadowym na rzucie szesnastoboku wieża łączy elementy architektury starochrześcijańskiej, bizantyjskiej i romańskiej. Przypomina kościoły na planie centralnym lub baptysteria. W wieży znajdował się zbiornik o pojemności 3080 m³. 
Po zakończeniu II wojny światowej i przekazaniu miasta władzom polskim przez Armię Czerwoną wieża przestała pełnić swoją funkcję. W późniejszym okresie była wykorzystywana jako owczarnia, następnie została adaptowana na mieszkania połączone z magazynami. 3 grudnia 1984 roku teren wraz z wieżą ciśnień został przekazany Kościołowi. Obiekt po rozebraniu instalacji wodnych i przebudowaniu oraz dobudowaniu czterech kaplic został przystosowany do celów sakralnych. Projekt adaptacji wieży i jej przebudowy na świątynię opracował dr inż. arch. Witold Jarzynka. Prace rozbiórkowe we wnętrzu rozpoczęto w kwietniu 1985 roku i trwały (przy współudziale parafian) do grudnia 1985 roku. Przed pasterką 24 grudnia 1985 roku ks. bp Kazimierz Majdański dokonał poświęcenia murów wieży ciśnień, a następnie odprawił w niej pierwszą mszę świętą przy licznym udziale wiernych. 22 czerwca 1986 roku ks. bp Kazimierz Majdański erygował parafię Matki Bożej Jasnogórskiej, a jej proboszczem mianował ks. Stanisława Skibińskiego. Równolegle z pracami budowlanymi wewnątrz kościoła, na wiosnę 1987 roku rozpoczęto budowę domu katechetycznego i czterech przybudówek do kościoła (dwie kaplice, zakrystia i kruchta), a na wiosnę 1988 roku rozpoczęto budowę plebanii.

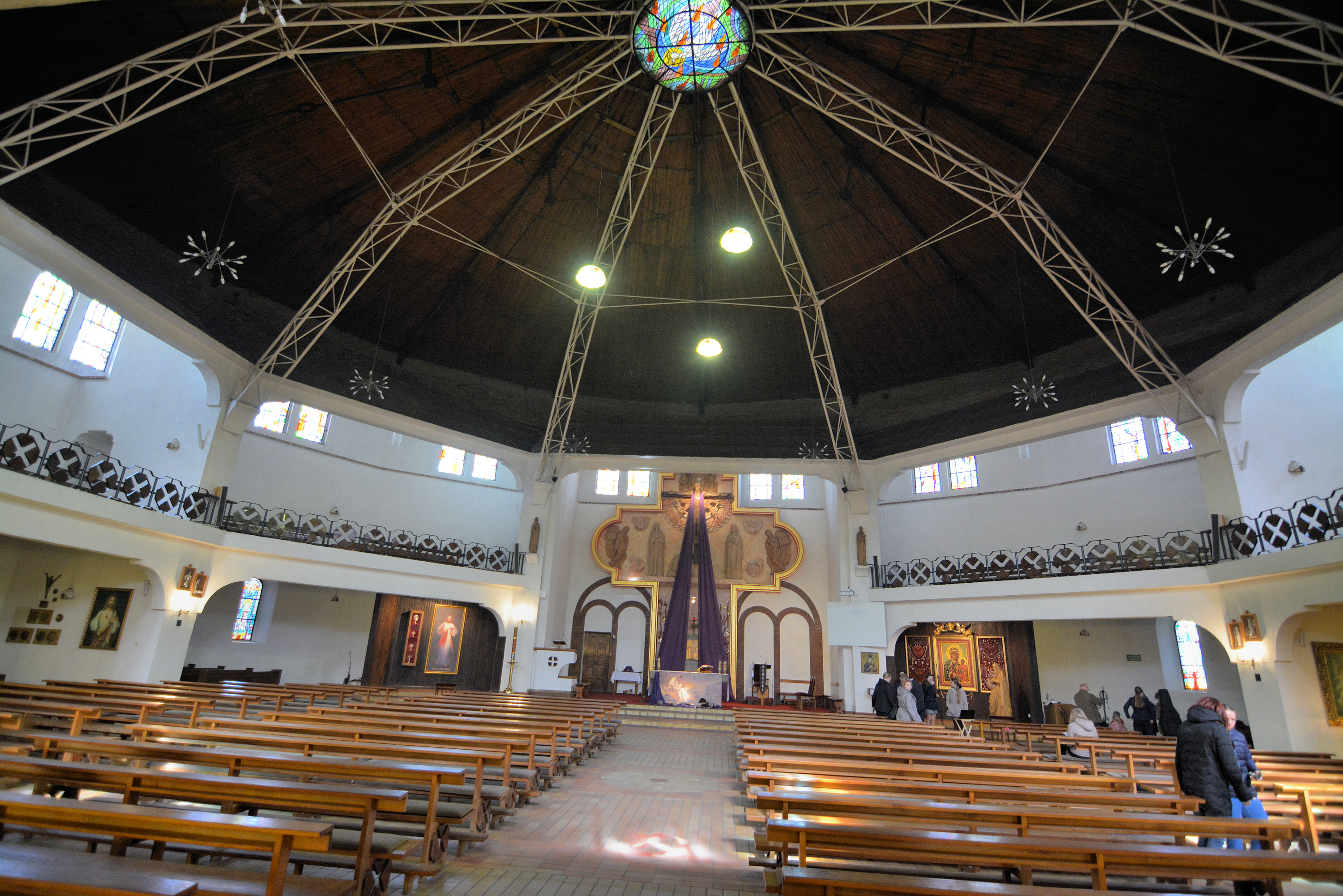
Wnętrze kościoła

Ze środka kościoła usunięto filar podtrzymujący konstrukcję dachu, a jego funkcję przejęło osiem dźwigarów, wykonanych i zamontowanych przez parafian.
W 1992 roku zbudowano łącznik arkadowy między plebanią a domem katechetycznym oraz rozpoczęto prace związane z ukształtowaniem terenu. Wzniesiono mury kamienne tworzące obramowanie kościoła, schody granitowe oraz podjazd dla niepełnosprawnych. Rok później ukończono budowę murów kamiennych oraz rozpoczęto sadzenie drzew, krzewów, kwiatów wokół budynków. Z inicjatywy parafii, na zlecenie Urzędu Miasta Szczecin, przed kościołem wykonano drogę, chodnik, parkingi i oświetlenie.